# 弗朗切斯科·彼得拉桑塔
弗朗切斯科·彼得拉桑塔（義大利語：Francesco Pietrasanta，？—？），意大利前男子击剑运动员。他曾代表意大利参加1912年夏季奥林匹克运动会击剑比赛，结果未能收获奖牌。